# Supralapsarianizm
Supralapsarianizm (od łac. supra – „przed” i lapsus – „upadek”; „przed upadkiem”) – jest w chrześcijańskiej teologii reformowanej jednym z dwóch możliwych i ortodoksyjnych (obok infralapsarianizmu) poglądów doktrynalnych odnośnie do teoretycznej kolejności Bożych postanowień podejmowanych przed założeniem świata w kwestii predestynacji.
W odróżnieniu od infralapsarianizmu jest poglądem radykalniejszym. Głosi, iż postanowienie Boże dotyczące suwerennego wyboru i predestynacji jednych ludzi do zbawienia, a innych na potępienie poprzedzało jego postanowienie o stworzeniu człowieka i dopuszczeniu do jego upadku. Teoretyczne implikacje supralapsarianizmu prowadzą zatem do przekonania, iż nawet gdyby Bóg nie pozwolił w późniejszym czasie na upadek pierwszych ludzi (są to dywagacje czysto teoretyczne) i tak jedna grupa ludzi byłaby przeznaczona do zbawienia, podczas gdy druga – na wieczne potępienie. Należy jednak przy tym podkreślić, że lapsarianizm jest nauką dotyczącą kolejności decyzji powziętych w umyśle Boga, co nie pokrywa się czasowo z realizacją tychże dekretów w historii zbawienia (gdyż dotyczy czasu przed założeniem świata).
Według supralapsarian pierwszym i ostatecznym celem Boga jest wywyższenie siebie bardziej przez zbawienie jednych i potępienie innych, a dopiero później przez samo stworzenie świata.
Supralapsarianami było większość szesnastowiecznych reformatorów m.in. Huldrych Zwingli, Marcin Luter, John Knox i Teodor Beza.

## Teoretyczna kolejność Boskich dekretów według supralapsarian
1. Postanowienie Boże o przeznaczeniu niektórych stworzeń do zbawienia i życia wiecznego, a innych stworzeń do potępienia.
2. Postanowienie Boże o stworzeniu świata i ludzkości.
3. Postanowienie Boże o dopuszczeniu do upadku ludzkich istot w grzech.
4. Postanowienie Boże o zapewnieniu środków zbawienia dla uprzednio wybranych.
5. Postanowienie Boże o zastosowaniu zbawienia wobec wybranych i pozostawieniu potępionych ich własnemu losowi.